# アイゾール
アイゾール（英語: Aizawl）はインドのミゾラム州の州都。2011年現在の人口は約29万人。
日本語では「アイザウル」の表記も見られる。

## 交通

### 空港
- Lengpui Airport